# Barrington (Nueva York)
Barrington es un pueblo ubicado en el condado de Yates en el estado estadounidense de Nueva York. En el año 2000 tenía una población de 1,396 habitantes y una densidad poblacional de 15 personas por km².

## Geografía
Barrington se encuentra ubicado en las coordenadas 42°32′13″N 77°3′52″O / 42.53694, -77.06444.

## Demografía
Según la Oficina del Censo en 2000 los ingresos medios por hogar en la localidad eran de $36,184, y los ingresos medios por familia eran $38,864. Los hombres tenían unos ingresos medios de $29,301 frente a los $18,482 para las mujeres. La renta per cápita para la localidad era de $15,416. Alrededor del 16.9% de la población estaban por debajo del umbral de pobreza.